# Albi fuori serie di Julia - Le avventure di una criminologa
Elenco delle pubblicazioni fuori serie relative al fumetto Julia - Le avventure di una criminologa.

## Almanacco del Giallo
Pubblicazione annuale di cui Julia era diventata protagonista nel 2005, raccogliendo il testimone da Nick Raider. Ogni numero accoglieva al suo interno una storia inedita che andava a porsi come un prequel della serie regolare, in quanto, attraverso un lungo flashback, ci presentava una Julia Kendall ancora adolescente, giovane studentessa di criminologia all'università, alle prese con le sue prime indagini. Oltre alla storia – più breve rispetto alla serie regolare, in quanto articolata nelle bonelliane 96 pagine –, nell'almanacco erano  presenti anche numerosi articoli, dossier e approfondimenti riguardanti serie televisive, film, videogiochi e libri inerenti al mondo del giallo. La pubblicazione si è conclusa nel 2014.
| Nr. | Titolo                            | Anno di pubblicazione | Soggetto          | Sceneggiatura                        | Disegni                              | Copertina      |
| --- | --------------------------------- | --------------------- | ----------------- | ------------------------------------ | ------------------------------------ | -------------- |
| 1   | Il mio primo caso                 | 2005                  | Giancarlo Berardi | Giancarlo Berardi e Maurizio Mantero | Laura Zuccheri                       | Laura Zuccheri |
| 2   | Il caso della polvere di stelle   | 2006                  | Giancarlo Berardi | Giancarlo Berardi e Lorenzo Calza    | Claudio Piccoli                      | Laura Zuccheri |
| 3   | Il caso del principe rapito       | 2007                  | Giancarlo Berardi | Giancarlo Berardi e Maurizio Mantero | Laura Zuccheri                       | Laura Zuccheri |
| 4   | Il caso della carpa e del dragone | 2008                  | Giancarlo Berardi | Giancarlo Berardi e Lorenzo Calza    | Roberto Zaghi                        | Laura Zuccheri |
| 5   | Il caso della luna nel pozzo      | 2009                  | Giancarlo Berardi | Giancarlo Berardi e Maurizio Mantero | Steve Boraley                        | Laura Zuccheri |
| 6   | Il caso di Magnolia Drive         | 2010                  | Giancarlo Berardi | Giancarlo Berardi e Lorenzo Calza    | Claudio Piccoli                      | Laura Zuccheri |
| 7   | Il caso dei graffiti scomparsi    | 2011                  | Giancarlo Berardi | Giancarlo Berardi e Maurizio Mantero | Federico Antinori e Luigi Pittaluga  | Laura Zuccheri |
| 8   | Il caso della tragicommedia       | 2012                  | Giancarlo Berardi | Giancarlo Berardi e Lorenzo Calza    | Thomas Campi, Enio e Steve Boraley   | Marco Soldi    |
| 9   | Il caso del bus fantasma          | 2013                  | Giancarlo Berardi | Giancarlo Berardi e Maurizio Mantero | Giuseppe Candita                     | Marco Soldi    |
| 10  | Il caso dell'amico ritrovato      | 2014                  | Giancarlo Berardi | Giancarlo Berardi e Lorenzo Calza    | Cristiano Spadoni e Matteo Giurlanda | Marco Soldi    |

## Speciale Julia
Pubblicazione annuale creata nel 2015, in sostituzione del succitato almanacco, ora interamente dedicato a Julia. Eredita dalla precedente collana le storie inedite ambientate nel passato di Julia Kendall, che oltre alla novità della coloritura vantano ora una foliazione identica alla serie regolare. La pubblicazione si è conclusa nel 2021.
| Nr. | Titolo                            | Anno di pubblicazione | Soggetto          | Sceneggiatura                        | Disegni           | Colori                                | Copertina         |
| --- | --------------------------------- | --------------------- | ----------------- | ------------------------------------ | ----------------- | ------------------------------------- | ----------------- |
| 1   | Il caso del convegno insanguinato | Luglio 2015           | Giancarlo Berardi | Giancarlo Berardi e Maurizio Mantero | Antonio Marinetti | Arianna Florean                       | Marco Soldi       |
| 2   | Il caso del luna park             | Luglio 2016           | Giancarlo Berardi | Giancarlo Berardi e Lorenzo Calza    | Claudio Piccoli   | Spartaco Lombardo                     | Marco Soldi       |
| 3   | Il caso della gemella perduta     | Luglio 2017           | Giancarlo Berardi | Giancarlo Berardi e Maurizio Mantero | Steve Boraley     | Gloria Martinelli e Spartaco Lombardo | Marco Soldi       |
| 4   | Il caso della doppia verità       | Luglio 2018           | Giancarlo Berardi | Giancarlo Berardi e Lorenzo Calza    | Luigi Copello     | Gloria Martinelli e Spartaco Lombardo | Marco Soldi       |
| 5   | Il caso delle tre X               | Luglio 2019           | Giancarlo Berardi | Giancarlo Berardi e Lorenzo Calza    | Luigi Copello     | Gloria Martinelli e Spartaco Lombardo | Cristiano Spadoni |
| 6   | Il caso dello scacco matto        | Luglio 2020           | Giancarlo Berardi | Giancarlo Berardi e Lorenzo Calza    | Luigi Copello     | Gloria Martinelli e Spartaco Lombardo | Marco Soldi       |
| 7   | Il caso del rave party            | Luglio 2021           | Giancarlo Berardi | Giancarlo Berardi e Lorenzo Calza    | Luigi Copello     | Gloria Martinelli e Spartaco Lombardo | Marco Soldi       |

## Albo bis
Pubblicazioni annuali create in seno alla Sergio Bonelli Editore dal 2021, per tutte le sue principali testate a fumetti, e di cui Julia è entrata a far parte dal 2022. Si tratta per l'appunto di albi bis delle serie regolari, pubblicati nel periodo estivo e incentrati su storie inedite autoconclusive; nel caso di Julia, riprende il filone-prequel con storie inerenti il passato di Julia Kendall.

## Volumi da libreria
| Titolo                            | Data di pubblicazione | Soggetto                  | Sceneggiatura                                       | Disegni                                                                             | Colori                               | Copertina         |
| --------------------------------- | --------------------- | ------------------------- | --------------------------------------------------- | ----------------------------------------------------------------------------------- | ------------------------------------ | ----------------- |
| Julia. Diario di una psicopatica  | Novembre 2016         | Giancarlo Berardi         | Giancarlo Berardi                                   | Luca Vannini, Corrado Roi                                                           | Spartaco Lombardo, Gloria Martinelli | Cristiano Spadoni |
| Julia. Viaggio in Italia          | Luglio 2017           | Giancarlo Berardi         | Giancarlo Berardi, Lorenzo Calza e Maurizio Mantero | Valerio Piccioni, Luigi Copello, Steve Boraley                                      | na                                   | Cristiano Spadoni |
| Julia. Il mio nome è Myrna Harrod | Novembre 2017         | Giancarlo Berardi         | Giancarlo Berardi                                   | Gustavo Trigo (con la collaborazione di Marco Soldi e Luca Vannini), Laura Zuccheri | Spartaco Lombardo, Gloria Martinelli |                   |
| Julia. Tim il ladro               | Luglio 2018           | Giancarlo Berardi         | Giancarlo Berardi e Maurizio Mantero                | Claudio Piccoli, Alberto Macagno, Federico Antinori                                 | na                                   | Marco Soldi       |
| Julia. Sognare, forse morire      | Novembre 2018         | Giancarlo Berardi         | Giancarlo Berardi e Maurizio Mantero                | Laura Zuccheri                                                                      | na                                   | Marco Soldi       |
| Julia. Ladro scaccia ladro        | Giugno 2019           | Giancarlo Berardi         | Giancarlo Berardi e Maurizio Mantero                | Luigi Pittaluga, Federico Antinori                                                  | na                                   | Marco Soldi       |
| Julia. L'Italia dei misteri       | Settembre 2020        | Giancarlo Berardi         | Giancarlo Berardi, Lorenzo Calza e Maurizio Mantero | Enrico Massa, Luigi Copello, Roberto Zaghi, Federico Antinori                       | na                                   | Cristiano Spadoni |
| Julia. Per un mondo migliore      | Settembre 2021        | Giancarlo Berardi         | Giancarlo Berardi e Maurizio Mantero                | Antonio Marinetti                                                                   | na                                   | Cristiano Spadoni |
| Julia. Nel paese dei burattini    | Dicembre 2021         | Giancarlo Berardi         | Giancarlo Berardi e Maurizio Mantero                | Marco Soldi                                                                         | Matteo Merli                         | Cristiano Spadoni |
| Julia. L'arte del furto           | Ottobre 2022          | Giancarlo Berardi         | Giancarlo Berardi e Maurizio Mantero                | Luigi Pittaluga, Federico Antinori                                                  | na                                   | Cristiano Spadoni |
| Julia. Una ragazza da copertina   | Novembre 2023         | Giancarlo Berardi (testi) | Giancarlo Berardi (testi)                           | Marco Soldi e Cristiano Spadoni                                                     | Marco Soldi e Cristiano Spadoni      | Laura Zuccheri    |